# Pelasgus prespensis
Pelasgus prespensis är en fiskart som först beskrevs av Stanko Karaman 1924.  Pelasgus prespensis ingår i släktet Pelasgus och familjen karpfiskar. IUCN kategoriserar arten globalt som starkt hotad. Inga underarter finns listade i Catalogue of Life.